# Religião em Israel
| Religião em Israel (2017) | Religião em Israel (2017) | Religião em Israel (2017) | Religião em Israel (2017) | Religião em Israel (2017) |
| ------------------------- | ------------------------- | ------------------------- | ------------------------- | ------------------------- |
| Religião                  |                           |                           | Porcentagem               |                           |
| Judaísmo                  | Judaísmo                  |                           | 82,7%                     | 82,7%                     |
| Islamismo                 | Islamismo                 |                           | 10,1%                     | 10,1%                     |
| Sem religião              | Sem religião              |                           | 3,7%                      | 3,7%                      |
| Cristianismo              | Cristianismo              |                           | 2,1%                      | 2,1%                      |
| Outros                    | Outros                    |                           | 1,4%                      | 1,4%                      |

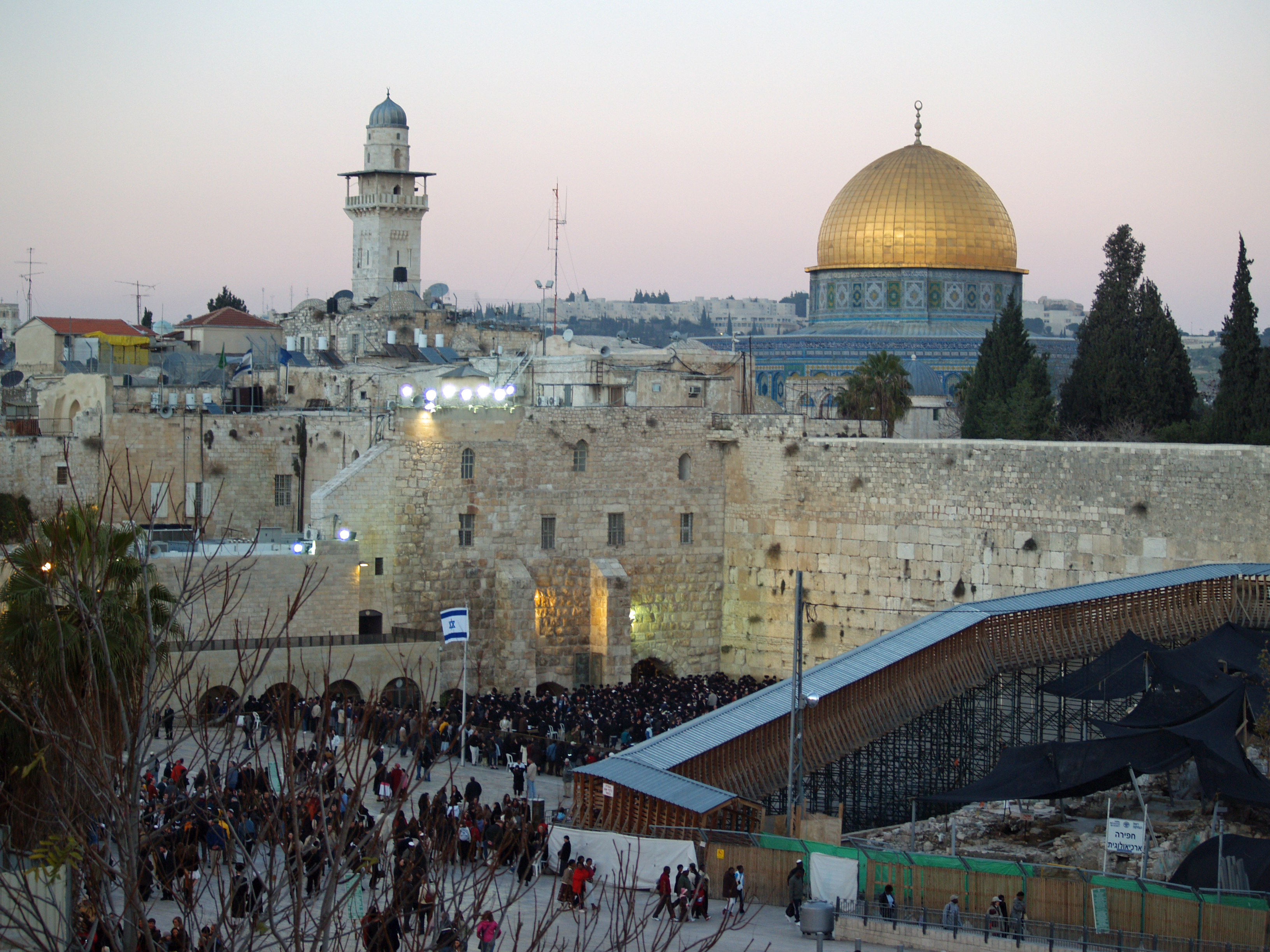
Jerusalém: O Domo da Rocha e o Muro das Lamentações, locais sagrados para muçulmanos e judeus.

A Religião em Israel é uma das principais características nacionais, representando uma base fundamental da formação cultural e social de seus habitantes. A religião têm desempenhado um papel central na história do país.

## Estado Judeu

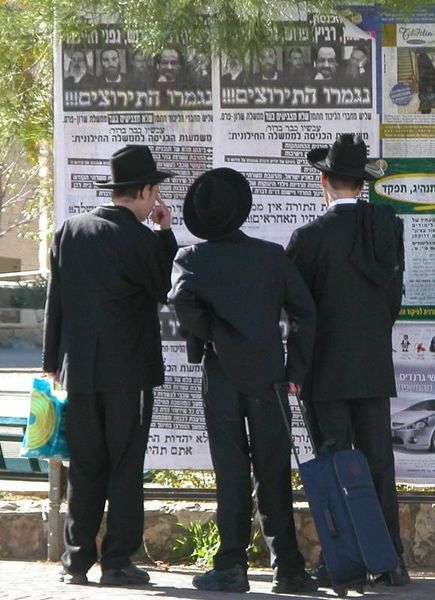
Judeus Ortodoxos em Mea Shearim.

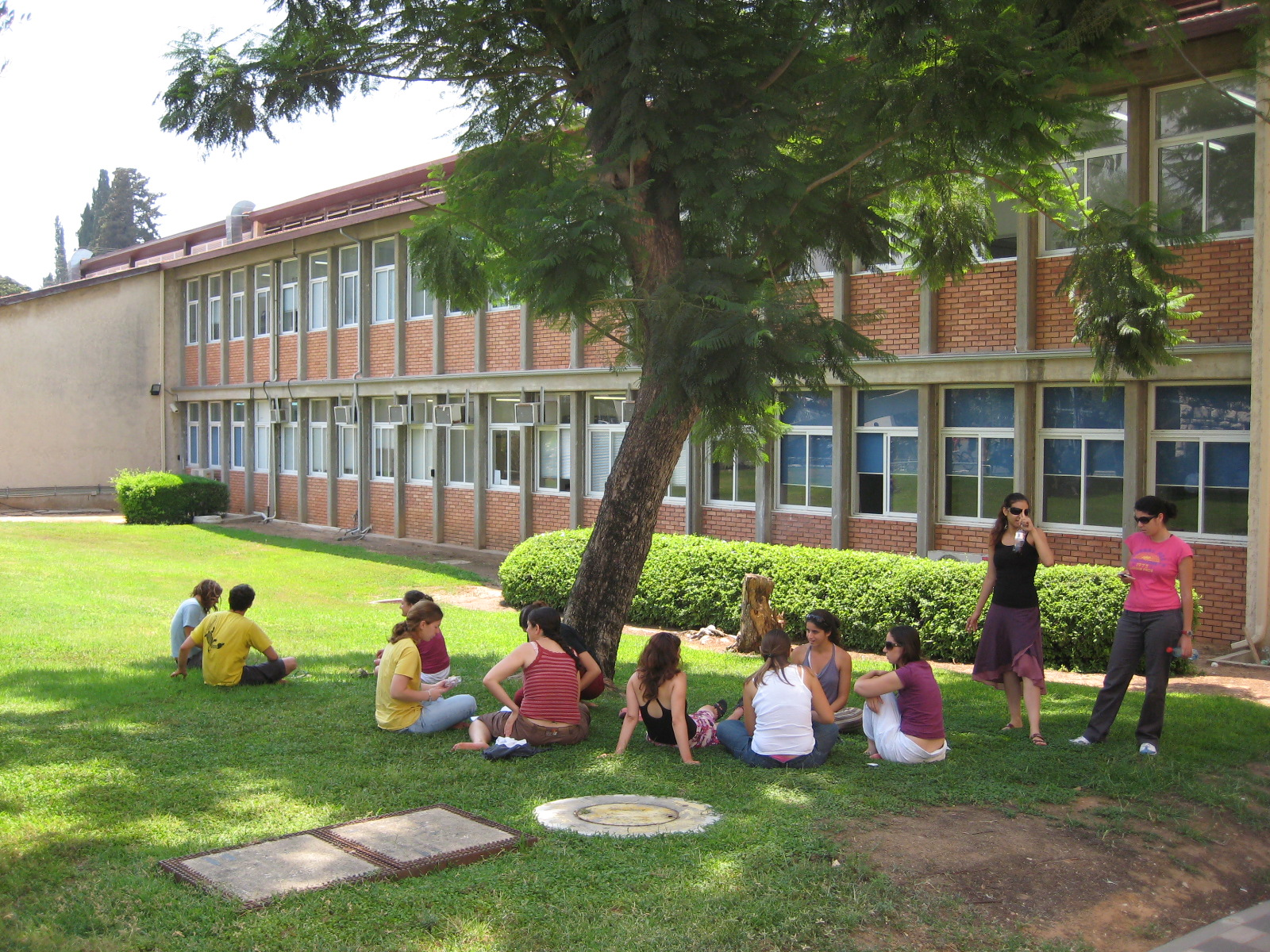
Jovens israelenses seculares na Universidade Hebraica de Jerusalém.

O Estado judeu é o único país do mundo onde a maioria da população é seguidora do judaísmo. O cristianismo e o islamismo também têm presença significativa de fiéis entre os cidadãos israelenses. Além disso, há também outras minorias religiosas como os drusos e Baha'is. Israel concentra inúmeros locais sagrados das três grandes religiões monoteístas e reconhece a liberdade religiosa de todas, permitindo aos peregrinos de todo o mundo livre acesso aos lugares santos.
De acordo com a pesquisa realizada em 2011 pelo Instituto Central de Estatísticas de Israel, 75,3% da população total de Israel é constituída de judeus (5.837.000 indivíduos). 20,5% são seguidores do Islã (1.587.000 pessoas). As demais religiões somam 4,2% da população (322.000 pessoas).
Diferentemente do que ocorre em outros países, os israelenses tendem a não se alinhar com um movimento de judaísmo (como o Judaísmo Reformista ou Judaísmo conservador), mas sim a definir sua filiação religiosa por diferentes graus de prática religiosa.
42% dos judeus israelenses se definem como "seculares"; 25% como "não religiosos"; 13% como "religiosos-tradicionalistas" (cumprindo apenas alguns mandamentos religiosos); 12% como "religiosos" (seguindo a maioria das leis e celebrando as datas religiosas) e 8% dos judeus israelenses se definiram como "haredim" (ortodoxos). 65% dos judeus de Israel declaram acreditar em Deus, mas 85% disseram participar das celebrações anuais do Pessach. No entanto, outras fontes indicam que entre 15% e 37% dos israelenses identificam-se como agnósticos ou ateus.

## Religião e nacionalidade
No Estado de Israel, a maior religião é o judaísmo. Foi estabelecido para servir de pátria para todos os judeus do mundo, a salvo de perseguições antissemitas. Embora a lei israelense seja baseada na prestação dos direitos civis para todos os seus cidadãos, independentemente de religião, raça ou sexo, na prática, Israel dá um tratamento preferencial às pessoas que atendem aos critérios definidos pela Lei do Retorno. A Lei do Retorno não segue estritamente a lei religiosa tradicional (Hala chá) em relação à definição de quem é judeu. Alguns indivíduos que não seriam considerados judeus pela Hala chá possuem direitos sob a Lei do Retorno - por exemplo, filhos de mãe não judia ou corcovados ao judaísmo por correntes não ortodoxas.
O recebimento de judeus de outros países que desejam emigrar é parte essencial da política de aumento da população israelense. As regras de recebimento e absorção de imigrantes têm evoluído ao longo dos anos, com regulamentos cancelados ou alterados de acordo com as necessidades. Por exemplo, recentemente foi aprovada uma ordem temporária que impede os cidadãos israelenses de se casarem com não judeus residentes em Estados inimigos. Na prática, a lei se aplica apenas aos cidadãos árabes, e o objetivo declarado é a proteção contra a entrada ilegal de terroristas palestinos em Israel.
A maioria dos judeus israelenses se autoclassifica como “seculares” ou “tradicionalistas”. O termo "secular" é mais popular entre as famílias israelenses de origem europeia. Já o termo "tradicional" entre as famílias israelenses de origem oriental (do Oriente Médio, Ásia Central e Norte da África). Estas terminologias muitas vezes se sobrepõem e cobrem uma vasta gama de ideologias e uma variedade de abordagens para cumprir os mandamentos e cerimônias religiosas.
Israel não possui uma constituição consolidada, mas a Liberdade Religiosa está garantida pelas leis existentes desde a fundação do Estado. As Leis Básicas de Israel definem o país como um "Estado Judeu". Estas leis, juntamente com a Knesset (Parlamento), a Suprema Corte de Israel também protegem a livre prática de quaisquer religiões.
Os direitos das comunidades não judaicas segue o padrão e prática das administrações otomana e britânica, com algumas modificações. A lei israelense reconhece oficialmente cinco religiões, todas pertencentes à família das religiões abraâmicas: Judaísmo, Cristianismo, Islamismo, drusuismo e os Bahá'í. Além disso, a lei reconhece formalmente outras dez subdivisões e seitas cristãs: a Igreja Católica Apostólica Romana, a Igreja Católica Armênia, a Igreja Maronita, a Igreja Católica Siríaca, a Igreja Católica Caldeia, a Igreja Ortodoxa Oriental, a Igreja Ortodoxa Grega, a Igreja Ortodoxa Siríaca, a Igreja Apostólica Armênia e o anglicanismo.

## Jerusalém e a religião
A cidade de Jerusalém se manteve ao longo dos séculos na consciência religiosa do povo judeu através das orações e das canções populares, por ter sido a capital dos antigos reinos judeus da Antiguidade e por ter sido o local onde existiram os dois grandes templos sagrados da religião hebraica. Em virtude desta importância espiritual, Jerusalém continuou sendo habitada por comunidades judaicas cujo tamanho variou ao longo das eras, e recebeu peregrinos judeus de forma contínua. Os judeus constituem a maioria da população de Jerusalém, pelo menos, desde 1864, segundo o censo britânico e os relatos de diversos viajantes.
Paralelamente, Jerusalém é considerada como o terceiro local mais sagrado para os muçulmanos, depois das cidades de Meca e Medina, na Arábia Saudita. Segundo a crença islâmica, Maomé ascendeu aos céus a partir de Al-Aqsa, no mesmo local onde existiram os dois templos sagrados judeus. Em 1967, com a reunificação de Jerusalém, o governo de Israel estabeleceu um conselho de autoridades islamitas para monitorar os locais santos muçulmanos. Desde então, mesmo com o domínio político judaico sobre a cidade, a soberania de Al-Aqsa pertence integralmente aos muçulmanos, sendo vedada até mesmo a presença de judeus no local.
A maioria dos muçulmanos em Israel são árabes sunitas. Entre 1516 e 1917, o Império Turco-Otomano, (sunita) dominou toda a religião que agora inclui o Estado de Israel. Mas a partir do século XIX, com os movimentos religiosos judaicos de retorno à Terra Santa e, especialmente, após o surgimento do sionismo, a imigração de judeus para a então Palestina passou a aumentar gradativamente. Com a dissolução do Império Otomano, após a Primeira Guerra Mundial, estas ondas migratórias aumentaram, gerando as primeiras grandes colônias e propiciando uma maioria judaica em diversos locais. No entanto, com o início do domínio britânico, a guarda dos locais santos em Jerusalém e seus arredores foi concedida aos muçulmanos.
Em 1922, os britânicos estabeleceram um Conselho Supremo Muçulmano e nomearam Amin al-Husayni (1895-1974) como "Grão-Mufti de Jerusalém". O Conselho foi abolido em 1948, por conta da colaboração de al-Husseini aos nazistas durante a Segunda Guerra Mundial e dos ataques terroristas antijudaicos que comandou, mas Amin al-Husayni continuou detendo o título de "Grão-Mufti" até sua morte.

## O papel do Rabinato Central

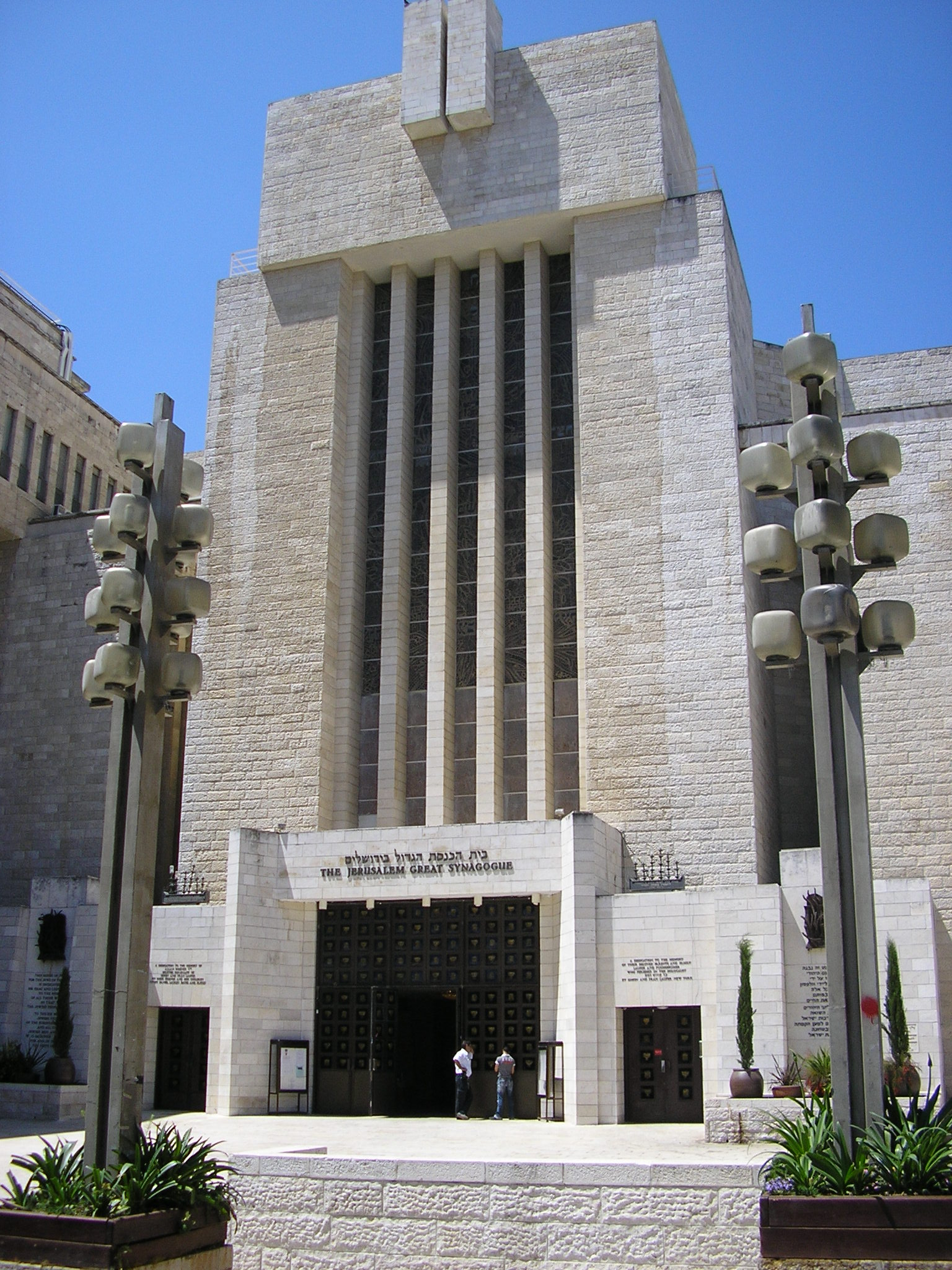
Grande Sinagoga de Jerusalém, sede do Rabinato Central de Israel

O Rabinato Central de Israel foi estabelecido ainda durante o Mandato Britânico. Ele é composto por representantes das comunidades asquenazitas e sefaraditas ortodoxas. Em 1921, o rabino Abraham Isaac Kook (1864-1935) foi eleito o primeiro rabino-chefe Ashkenazi, enquanto o rabino Yaakov Meir foi eleito o primeiro rabino-chefe sefardita. O Rabino Kook foi a inspiração para o movimento sionista religioso e reconhecido como o maior líder religioso de sua geração. Ele acreditava que o trabalho de judeus seculares para a criação de um estado judeu em Israel era parte do plano divino para a vinda do Messias à Terra.
O papel do Rabinato Central de Israel, hoje, é controverso, pois não reconhece outras correntes da religião judaica, como os movimentos Reformistas. Além disso, o Rabinato Central é bastante criticado pelos cidadãos seculares de Israel, por conta de seu arbítrio em diversas questões. Através de uma rede nacional de tribunais religiosos, bem como uma rede de conselhos religiosos, que são parte integrante de cada autoridade local em Israel, o Rabinato Central detém o controle dos assuntos relacionados a conversão, e também nas questões de kashrut, reconhecimento das conversões e ritos funerários, de casamento e de divórcio.

## As minorias religiosas e seus direitos

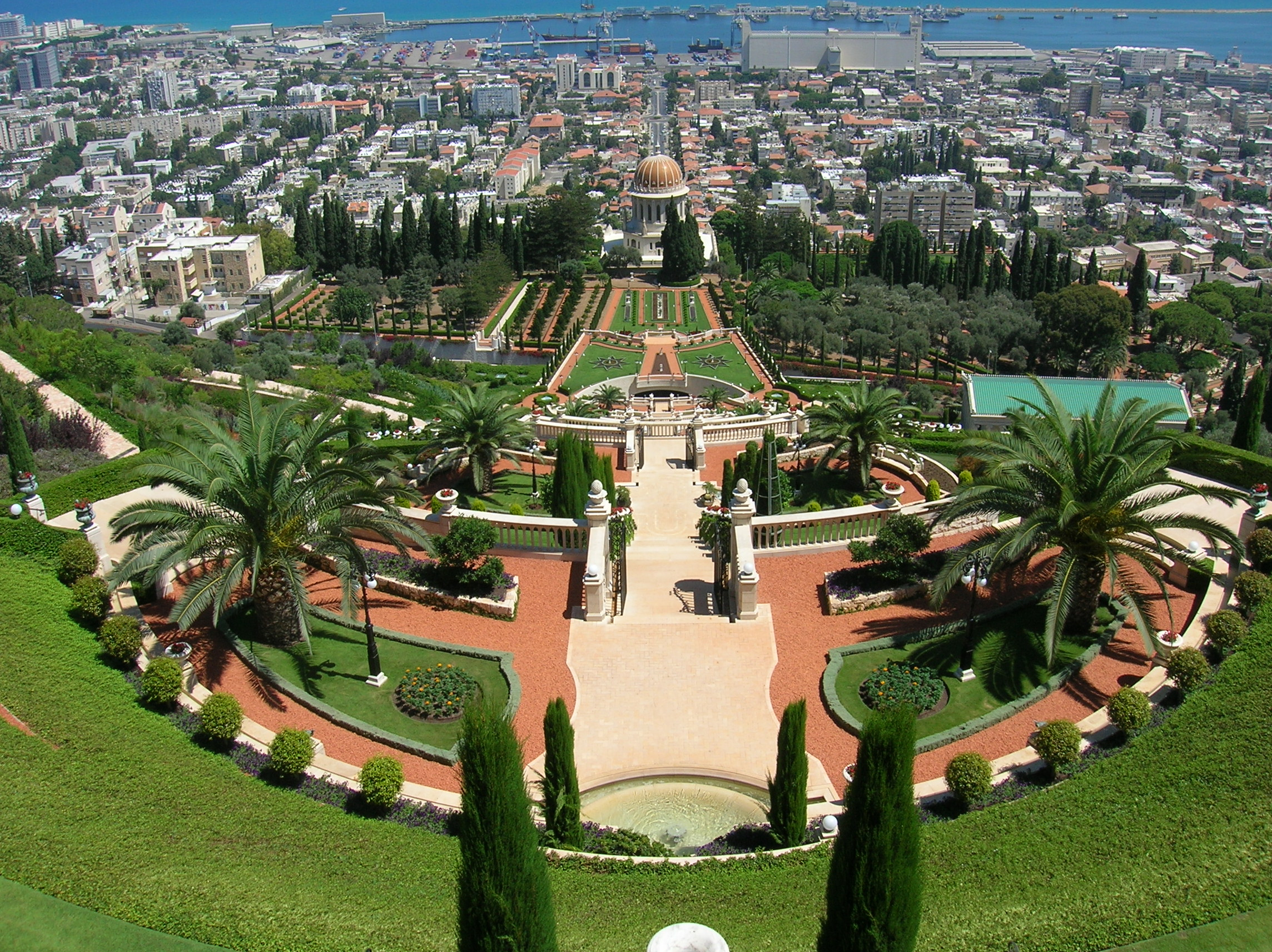
Jardins do Santuário do Báb, Centro Mundial da fé Bahá'í

Cidadãos israelenses pertencentes a outras religiões gozam dos mesmos direitos e deveres dos cidadãos judeus, salvo em assuntos que possam comprometer o estilo de vida particular de cada minoria. Por exemplo, o Serviço Militar é facultativo para os não judeus.
Os israelenses não judeus também possuem direitos políticos, tais como o direito ao voto e à participação política. No parlamento existe uma forte bancada árabe-muçulmana. Salim Joubran, árabe-cristão, é juiz da Suprema Corte de Justiça.

### Muçulmanos
Dos árabes israelenses, 82,7% são muçulmanos, 8,4% drusos e 8,3% cristãos. Os árabes muçulmanos com cidadania israelense somam cerca de 1,2 milhões de pessoas, a maioria sunitas, e residem principalmente em pequenas cidades e aldeias, mais da metade deles no norte do país.
Os beduínos, também muçulmanos (estimados em cerca de 250 mil indivíduos), pertencem a cerca de 30 tribos, a maioria espalhadas em uma ampla área no sul do país. Os beduínos estão em fase de transição de um quadro social tribal e nômade para uma sociedade permanente.

### Cristãos

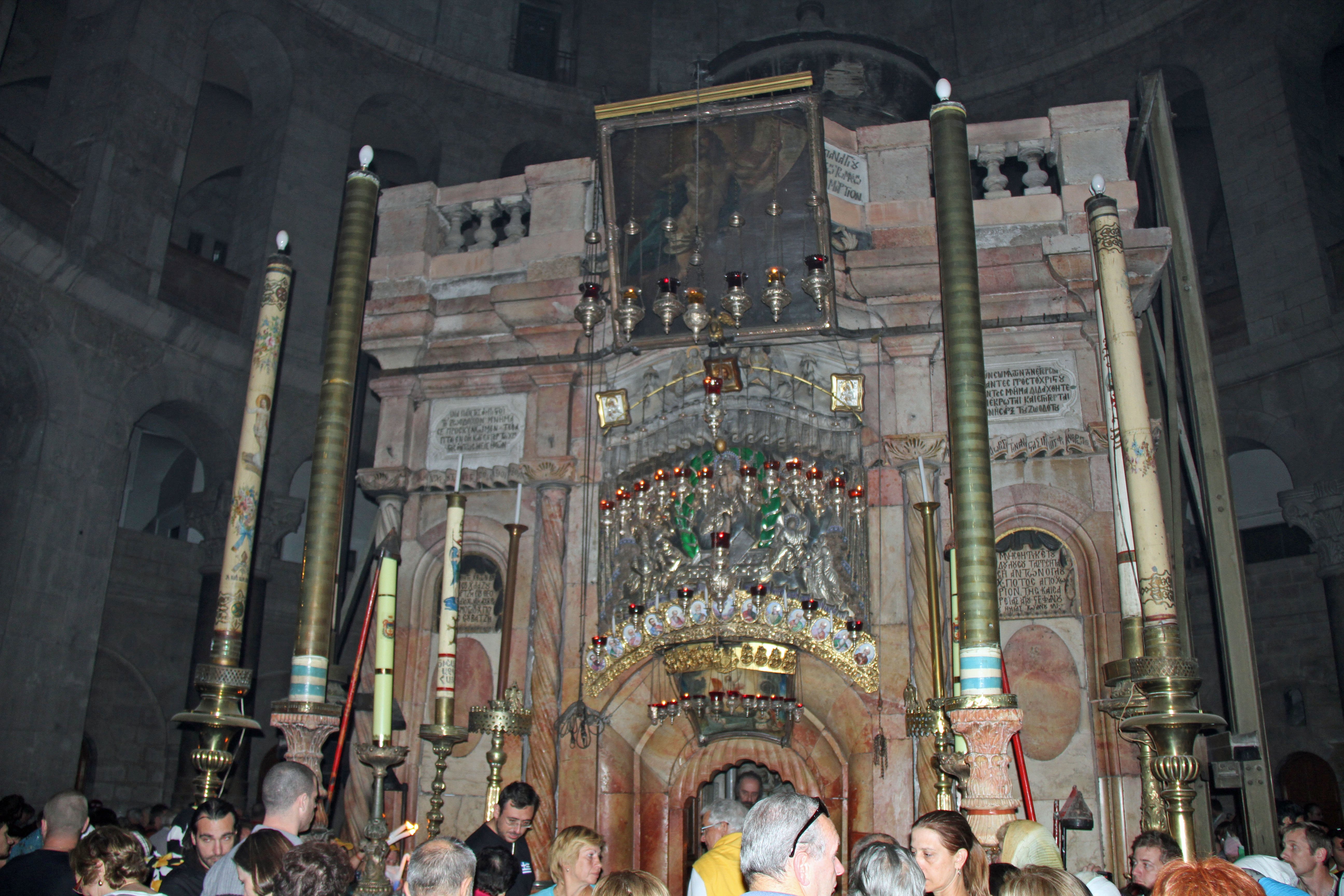
A Igreja do Santo Sepulcro em Jerusalém, considerada o lugar onde Jesus Cristo foi crucificado, sepultado e ressuscitado pela Igreja Católica e pela Igreja Ortodoxa.

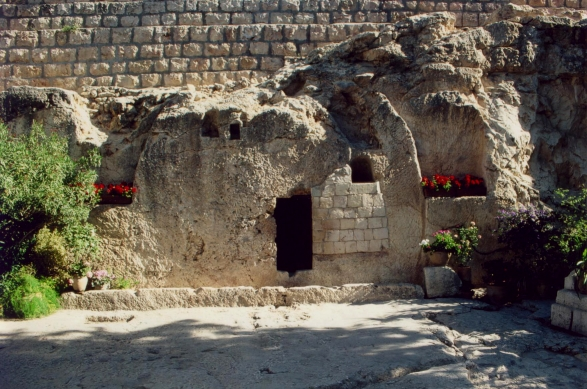
A Tumba do Jardim em Jerusalém, considerado o lugar onde Jesus Cristo foi crucificado, sepultado e ressuscitado por Protestantes e Evangélicos.

Embora o cristianismo seja a maior religião do mundo (33% da população mundial), ele não possui um grande número de adeptos em sua terra natal. Pouco mais de 80% dos cristãos israelenses são etnicamente árabes (cerca de 123.000 indivíduos), e a maioria dos cristãos israelenses restantes são provenientes da antiga União Soviética. Apesar da presença cristã, por serem árabes, são impedidos de acessar os lugares santos, segundo a ong Criminalise War. Trata-se de cristãos que imigraram juntamente com algum parente judeu. Vivem principalmente em grandes áreas urbanas, incluindo Nazaré, Shfar'am e Haifa.
A Associação de Igrejas Batistas em Israel foi oficialmente fundada em 1965 por várias igrejas.
As Testemunhas de Jeová, uma minoria cristã no país, tem apresentado aumento de em média 4% por ano. No ano de serviço de 2013, havia 1.459 Testemunhas no território de Israel, no ano de 2014, o número subiu para 1.504; em 2015, 1.567 adeptos.

### Drusos

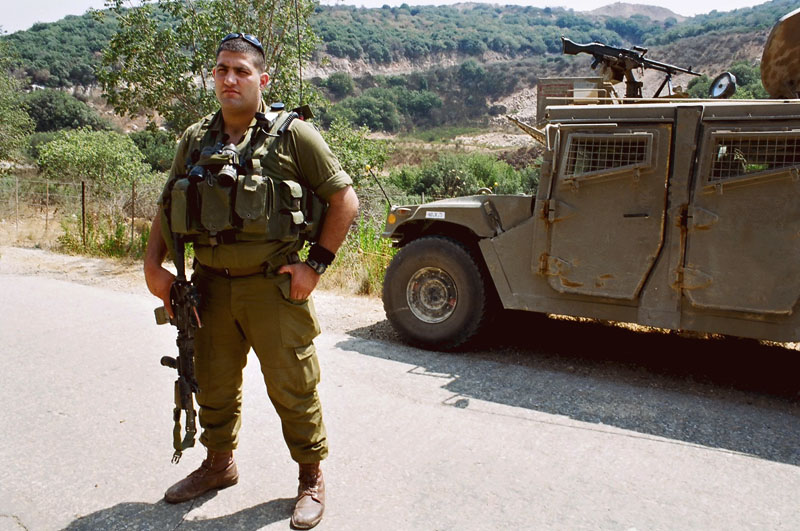
Comandante druso do Exército de Israel ("Batalhão Herev")

Cerca de 122.000 árabes-israelenses são drusos, que vivem em 22 aldeias no norte de Israel e constituem uma comunidade cultural, social e religiosamente separada dos demais árabes. A religião drusa não é acessível para pessoas de fora, mas um aspeto conhecido de sua filosofia é o conceito de “taqiyya”, que exige completa lealdade de seus adeptos ao governo do país em que residem. Os cidadãos drusos servem as Forças de Defesa de Israel.

### Circassianos
Os circassianos, compreendendo cerca de quatro mil pessoas concentradas em duas aldeias ao norte, são muçulmanos sunitas, embora não sejam de origem. Mantendo uma identidade étnica distinta, eles participam de assuntos econômicos e nacionais de Israel sem se assimilarem tanto na sociedade judaica ou à comunidade muçulmana.

### Budistas
Israel tem uma das maiores populações budistas do Oriente Médio (32 mil pessoas, em sua maioria seguidores do lamaísmo).

## Termos judaicos para os diferentes graus religiosos
| כיפה סרוגה |

| חרדי |

| Kipá Seruga |

| Haredi |

| Solidéu tricotado |

| Piedoso 3 |

| Total observância dos mandamentos religiosos |

| Total observância dos mandamentos religiosos |

| Também conhecido como: Sionismo Religioso; Nacionalistas religiosos. |

| conservador/ultraortodoxo; yarmulke negro (Debaixo do chapéu) |

|  |

|  |

¹ Masorati (também chamado Shomer Masoret, Observante das tradições) não deve ser confundido com Masorti, que se refere à corrente do judaísmo conservador.
² "Yom Chol "  - um dia comum e corrente que não se observa nenhuma festa religiosa (exemplo: em um dia que não é Shabat)
3 "Treme" - na presença de Deus